# Anomospermum bolivianum
Anomospermum bolivianum är en tvåhjärtbladig växtart som beskrevs av Krukoff och Moldenke. Anomospermum bolivianum ingår i släktet Anomospermum och familjen Menispermaceae. Inga underarter finns listade i Catalogue of Life.